# Мала Јабланица
Мала Јабланица (алб. Jabllanicë e Vogël) је насељено место у општини Пећ, на Косову и Метохији. Према попису становништва из 2011. у насељу је живело 715 становника.

## Становништво
Према попису из 2011. године, Мала Јабланица има следећи етнички састав становништва:
| Националност | 2011.        |
| Албанци      | 714 (99,86%) |
| Бошњаци      | 1 (0,14%)    |
| Укупно       | 715          |

| Демографија | Демографија | Демографија |
| Година      | Становника  | Становника  |
| ----------- | ----------- | ----------- |
| 1948.       | 362         |             |
| 1953.       | 444         |             |
| 1961.       | 449         |             |
| 1971.       | 553         |             |
| 1981.       | 724         |             |
| 1991.       | 787         |             |
| 2011.       | 715         |             |